# 新改村
新改村（しんかいむら）は、高知県長岡郡にあった村。現在の香美市の南西部、新改川の上流域、土讃線の新改駅の周辺にあたる。

## 地理
- 河川：新改川

## 歴史
- 1889年（明治22年）4月1日 - 町村制の施行により、新改村・入野村・上蚊居田村・久次村・平山村・東川村・曽我部川村・陶村の区域をもって発足。
- 1954年（昭和29年）9月1日 - 香美郡山田町・佐岡村・片地村・大楠植村・明治村と合併して香美郡土佐山田町が発足。同日新改村廃止。

## 交通

### 鉄道路線
- 日本国有鉄道
  - 土讃線
    - 新改駅（しんかいえき。1956年12月15日に読みを「しんがいえき」に変更）